# Celmisia inaccessa
Celmisia inaccessa là một loài thực vật có hoa trong họ Cúc. Loài này được Given mô tả khoa học đầu tiên năm 1971.